# Taufbecken Parnes (Oise)

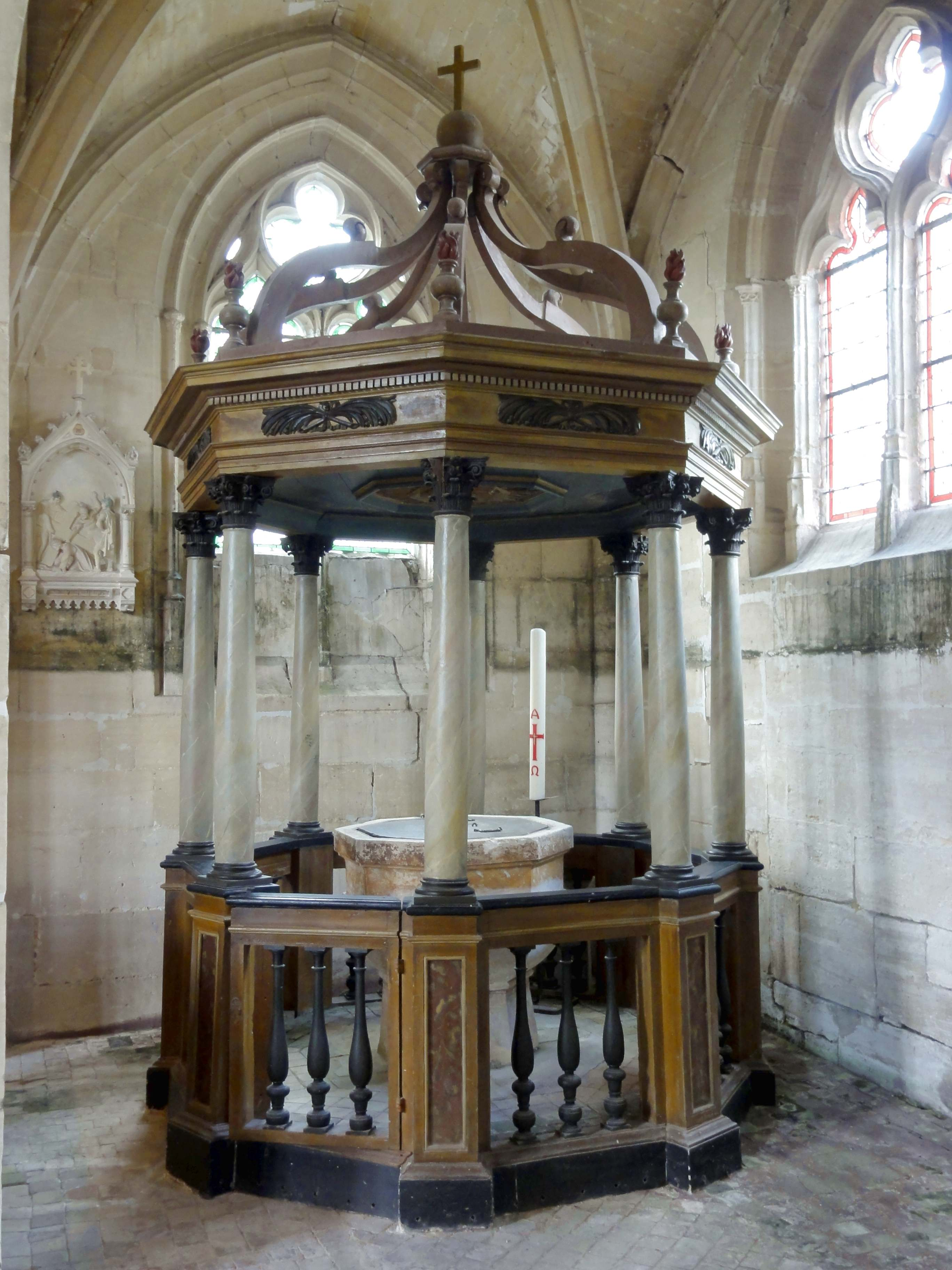
Taufbecken mit Baldachin in Parnes

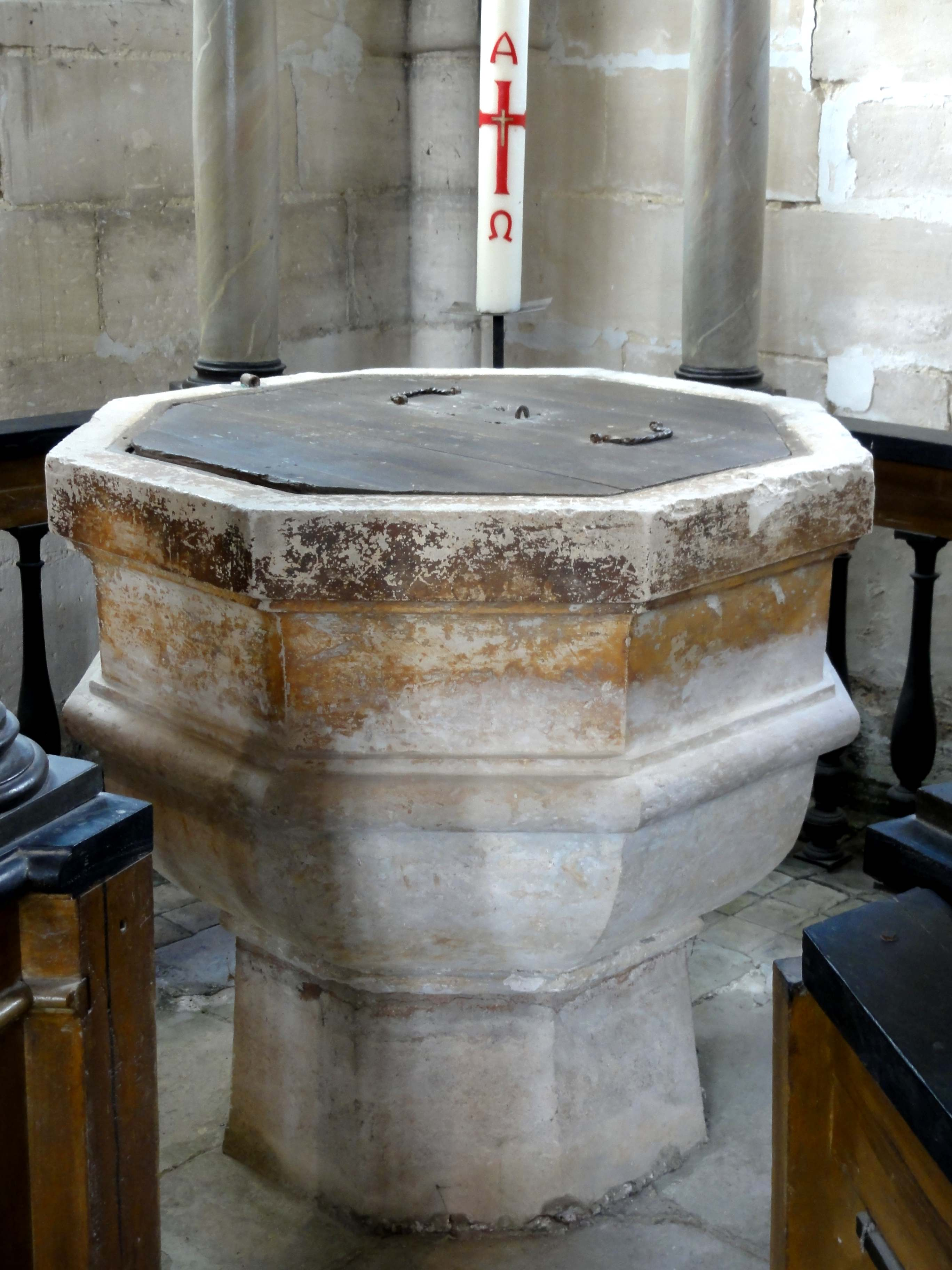
Taufbecken

Das Taufbecken in der katholischen Pfarrkirche St-Josse in Parnes, einer französischen Gemeinde im Département Oise in der Region Hauts-de-France, wurde 1699 geschaffen. 
Im Jahr 1912 wurde das Taufbecken mit dem Baldachin aus dem 17. Jahrhundert als Monument historique in die Liste der geschützten Objekte (Base Palissy) in Frankreich aufgenommen.
Das 97 cm Taufbecken aus Stein steht auf einem achteckigen Sockel. Es ist ebenfalls achteckig, die Profilierung und Godronierung ist der einzige Schmuck.